# Walnut Grove (Missouri)
Walnut Grove is een plaats (city) in de Amerikaanse staat Missouri, en valt bestuurlijk gezien onder Greene County.

## Demografie
Bij de volkstelling in 2000 werd het aantal inwoners vastgesteld op 630.
In 2006 is het aantal inwoners door het United States Census Bureau geschat op 642, een stijging van 12 (1,9%).

## Geografie
Volgens het United States Census Bureau beslaat de plaats een oppervlakte van
1,5 km², geheel bestaande uit land. Walnut Grove ligt op ongeveer 360 m boven zeeniveau.

## Plaatsen in de nabije omgeving
De onderstaande figuur toont nabijgelegen plaatsen in een straal van 16 km rond Walnut Grove.